# São João Batista (Santo Antão)
Nota linguística: Com a entrada em vigor do Novo Acordo Ortográfico este topónimo passará a ser grafado São João Batista.
São João Batista é uma freguesia de Cabo Verde. Pertence ao concelho de Porto Novo e à ilha de Santo Antão. A sua área coincide com a Paróquia de São João Batista, e o feriado religioso é celebrado a 24 de junho, dia da São João.

## Aldeias
- Agua dos Velhos
- Bolona
- Casa do Meio
- Catano
- Chã de Morte
- Cirio
- Curral das Vacas
- João Bento
- Lagoa
- Lagoa de Catano
- Lajedo
- Lombo das Lanças
- Lombo de Figueira
- Manuel Lopes
- Mato Estreito
- Morro Vento
- Pedra de Jorge
- Pico da Cruz
- Porto Novo
- Ribeira Fria
- Ribeira Torta
- Ribeirão Fundo
- Tabuga
- Tarrafal de Monte Trigo